# Монро (округ, Миссури)
Округ Монро (англ. Monroe County) — округ штата Миссури, США. Население округа на 2009 год составляло 8993 человека. Административный центр округа — город Парис.

## История
Округ Монро основан в 1831 году.

## География
Округ занимает площадь 1673.1 км2.

## Демография
Согласно оценке Бюро переписи населения США, в округе Монро в 2009 году проживало 8993 человека. Плотность населения составляла 5.4 человек на квадратный километр.